# 아세안 헌장

아세안 지도

아세안 헌장(영어: The ASEAN Charter)은 동남아시아 국가 연합의 설립조약이다.

## 상세
아세안 헌장이 채택되면서 ASEAN 회원국들의 통합된 외교정책이 더욱 구체화되었다. 특히 아세안 헌장에서는 향후 아세안에 가입할 수 있는 국가의 자격을 명시하였다.

## 내용
1. 경제 성장, 사회 진보와 문화 발전[3]
2. 지역 평화와 안정
3. 경제·사회·문화·기술·과학·행정 분야의 협력
4. 교육과 연구에서의 상호 협력
5. 농업·산업·무역·교통·통신·생활수준 향상을 위한 협력
6. 동남아시아에 대한 연구 촉진
7. 지역 및 국제기구와의 협력

## 같이 보기
- 반둥 회의